# Elasmogorgia mitsukurii
Elasmogorgia mitsukurii är en korallart som först beskrevs av Sôichirô Kinoshita 1909.  Elasmogorgia mitsukurii ingår i släktet Elasmogorgia och familjen Plexauridae. Inga underarter finns listade i Catalogue of Life.